# Paradelphomyia annulipes
Paradelphomyia annulipes är en tvåvingeart som beskrevs av Alexander 1960. Paradelphomyia annulipes ingår i släktet Paradelphomyia och familjen småharkrankar.
Artens utbredningsområde är Moçambique. Inga underarter finns listade i Catalogue of Life.